# Camden (South Carolina)
Camden is een plaats (city) in de Amerikaanse staat South Carolina en valt bestuurlijk gezien onder Kershaw County.

## Demografie
Bij de volkstelling in 2000 werd het aantal inwoners vastgesteld op 6682.
In 2006 is het aantal inwoners door het United States Census Bureau geschat op 7022, een stijging van 340 (5,1%).

## Geografie
Volgens het United States Census Bureau beslaat de plaats een oppervlakte van
25,3 km², waarvan 25,0 km² land en 0,3 km² water.

## Plaatsen in de nabije omgeving
De onderstaande figuur toont nabijgelegen plaatsen in een straal van 32 km rond Camden.

## Geboren
- Joseph B. Kershaw (1822-1894), Zuidelijke generaal tijdens de Amerikaanse Burgeroorlog, advocaat en politicus
- Lane Kirkland (1922-1999), vakbondsleider
- Samuel E. Wright (1946), acteur en zanger